# 梅鵾祚
梅鵾祚（1557年—1587年），字仲舉，號曙海，南直隸寧國府宣城縣人，明朝政治人物。

## 生平
萬曆十年（1582年）壬午科應天鄉試第六十七名舉人，十一年（1583年）癸未科會試第二十三名，登三甲第一百一十九名進士。改翰林院庶吉士，十三年（1585年）閏九月授山東道監察御史。十五年巡按貴州，本年卒于家。

## 家族
曾祖梅棖，號小溪，祖榮父珍，世濟其德。棖有至行，事孀嫂如母，曾任淮王府典膳，以長子梅繼芳封文林郎餘杭縣知縣；祖父梅繼前，剛方豁達，以子梅守魁贈徵仕郎南京橫海衛經歷；以子梅守立加贈儒林郎江西寧州同知；父梅守選。母朱氏。具慶下。兄梅鵬祚，弟梅鶴祚、梅鵷祚、梅䴊祚。